# Напад НОВЈ на Зеницу октобра 1943.
Након заузимања Ливна и Купреса, Трећа крајишка бригада добила је специфичан задатак. Према заповести штаба дивизије, бригада је требало да се ноћним маршем неопажена убаци у Зеницу и тамо изврши обимна разарања привредних објеката и инсталација које су радиле за Немце. Зеница је представљала важан привредни и саобраћајни центар са значајним металуршким погонима, рудницима и војним објектима. Акција није имала за циљ заузимање и држање Зенице, него наношење штете немачкој привредној и војној моћи, као и уношење забуне и привлачење јачих немачких снага ради растерећења притиска на Трећи ударни корпус. Задатак је требало извршити самостално, без тактичке везе са другим јединицама и без обезбеђивања циља напада према околним грарнизонима. У Зеници су се налазиле знатне снаге НДХ, 369. легионарске дивизије и заштитне снаге (око 1.500 бораца дивизије и припадника немачких војних и полицијских служби, жандармерија и једна сатнија домобрана железничке бојне.). Град је био саобраћајно добро повезан са великим околним гарнизонима. Стога је планирано да се за акцију користи изненађење и брзина, те да се циљеви напада постигну пре него што се непријатељ организује и да се Бригада извуче из града пре огранизованог непријатељског напада.
Циљ напада није био заузимање града и његово укључивање у слободну територију, него изазивањље несигурности код неприатеља, везивање непријатељских снага и разарање постројења важних за ратну привреду и саобраћај.
Ради извршења овог задатка, Бригада је 9. октобра 1943. из околине Бугојна кренула на марш. У току следеће ноћи бригада се пребацила преко комуникација и реке Лашве, и стигла до села Лупац које је услед свог положаја одабрано као полазна база за ову акцију.
Локалне снаге НДХ откриле су присуство партизана, тако да је дошло до мањих чарки и до артиљеријског узнемиравања. Међутим, немачки штаб није стекао праву представу о снази и намерама Бригаде, с обзиром да није уочено значајно концентрисање снага у околини Зенице на другим правцима.
С падом мрака 10. октобра Бригада је са четири батаљона кренула у акцију. Маршевска дистанца коју је требало прећи износила је око 10 километара. У то доба вечери мноштво индустријских радника из околнох села који су радили у индистријским објектима у трећој смени у Зеници долазило је на посао, што је олакшало неопажену инфилтрацију Бригаде у град.
Први батаљон имао је основни задатак да наступа према казнионици и ослободи затвореника. Задати циљеви Другог батаљона били електрична централа мосту на реци Босни. Трећи је наступао према железари и два рудника, а Четврти према железничкој станици. Провукавши се без инцидената кроз систем спољне одбране, батаљони су кренули у енергично наступање према својим циљевима. У 22:00 минобацачи Бригаде који су остали на положајима ван града почели су да туку на град да би појачали панику и створили утисак општег напада. Немачке и квислиншке страже и активирани делови повлачили су се неорганизовано пред њима, углавном према мосту и казнионици. Створивши велику забуну, батаљони су омогућили себи релативно велику слободу акције. Заузети објекти уништавани су зналачки и систематски.
Минирани су погони рудника, железара и железничка и жандармеријска станица. Непосредно затим уништена је и електрична централа. Запаљено је и велико складиште бензина и нафте, што је изазвало велики пламен који је осветлио цео град. На крају је минирано велико подземно складиште експлозивног материјала. 
Била је то веома снажна експлозија. Стакла на прозорима кућа у граду и цријеп на крововима попрскали су. Многи борци који су стајали на ногама попадали су на земљу. И другови из штаба бригаде који су били на брду изнад Зенице осјетили су потрес.
У току овог напада, према извештају Бригаде, уништено је 27 локомотива и 150 вагона. Уништена су готово сва моторна возила у граду и велико складиште бензина, нафте и оружја. Порушене су железничка и жандармеријска станица. Убијено је око 90 Немаца и легионара из 369. легионарске дивизије, а заробљено 60 домобрана. Ослобођена су и 4 заробљена Руса. Заплењено је 6 „шараца“, 2 „збројовке“ и 100 пушака. Остатак иначе великог плена и заробљеника није могао бити извучен из Зенице услед неопходности извлачења из Зенице усиљеним маршем.
Бригада се извукла из Зенице пред зору и без већих сукоба вратила на полазни положај. У овом нападу Трећа крајишка је претрпела је губитке од 5 погинулих, 4 нестала и 7 рањених.
Врховни командант Јосип Броз Тито похвалио је Трећу крајишку бригаду за ову успешну акцију.